# Leonardo Vannotti
Leonardo E. Vannotti (* 11. Februar 1939 in Mailand, heimatberechtigt in Bedigliora; † 20. April 2021) war ein Schweizer Physiker und Manager. Er war Verwaltungsratspräsident von Sulzer AG.

## Leben
Leonardo Vannotti wuchs als Auslandschweizer in Mailand auf. Er studierte an der ETH Zürich Physik und promovierte 1967 bei Werner Känzig mit der Arbeit Farbenzentren in Ammoniumhalogeniden. Es folgten Tätigkeiten in Kanada beim National Research Council of Canada und dann in den USA bei den Bell Telephone Laboratories und bei Varian Associates. Sein Eintritt bei Brown, Boveri & Cie (BBC) in Baden AG erfolgte 1972. Dort leitete er die Verkaufsabteilung für elektronische Komponenten, wozu auch die damals neuartigen Flüssigkristallanzeigen (LCDs) gehörten, bei welchen BBC eine Pionierrolle spielte. Als neue Aufgabe wurde ihm 1982 die Sanierung der BBC-Tochterfirma Tecnomasio in Mailand aufgetragen, welche schon sein Grossvater Ernesto Vannotti geleitet hatte. Nach erfolgreicher Neupositionierung dieser italienischen Firma kehrte er 1986 nach Baden zurück und wurde Mitglied er BBC-Konzernleitung. Nach der Fusion von Asea mit BBC zur ABB wurde er Vizepräsident der Konzernleitung. Wegen Meinungsverschiedenheiten mit Percy Barnevik wechselte er 1990 zur Telekommunikationsfirma Ascom, wo er die Geschäftsleitung als CEO übernahm. Dieses Unternehmen war wenige Jahre zuvor als Zusammenschluss mehrerer Schweizer Telekomfirmen entstanden und umfasste eine sehr grosse Anzahl von Geschäftstätigkeiten, welche zumeist auf den Schweizermarkt beschränkt waren. Vannotti versuchte eine Fokussierung auf die zwei international ausgerichteten Bereiche Firmenkommunikationsausrüstungen und Betriebsfunknetze. Dazu wurde die US-Firma Timeplex übernommen und eine neue Datenkommunikationsfirma in den USA gegründet. Die Neuausrichtung kostete zu viel Geld, sodass diese begonnene Fokussierung unter den Nachfolgern von Vannotti aufgegeben wurde.
Vannotti nahm daraufhin weitere Herausforderungen bei Distefora (der späteren Interdiscount) und bei der Carlo Cavazzi Gruppe an. Sein bedeutendster Einsatz erfolgte bei der Sulzer AG, wo er ab 1993 Verwaltungsrat gewesen war. Ab 2000 wurde er als Verwaltungsratspräsident bei dieser sich im Umbruch befindlichen Firma in Winterthur gewählt. Kaum im Amt, kam es zu einem feindlichen Übernahmeversuch durch die Finanzgesellschaft Incentive Capital. Er konnte die Aktionäre überzeugen, dass unter seiner Führung eine erfolgreiche Neuausrichtung und Neubesetzung des Verwaltungsrates möglich sei. Es gelang ihm, das durch Abspaltungen geschwächte Unternehmen auf vier Geschäftsfelder neu auszurichten und den Verwaltungsrat geeigneter zu besetzen. Er begleitete Sulzer bei der Gesundung bis zu seinem Rücktritt 2007, wobei der bisherige Geschäftsführer Ulf Berg seine Position übernahm. Vannottis menschliche Qualitäten als Manager sind im Nachruf eines Beteiligten beschrieben worden.

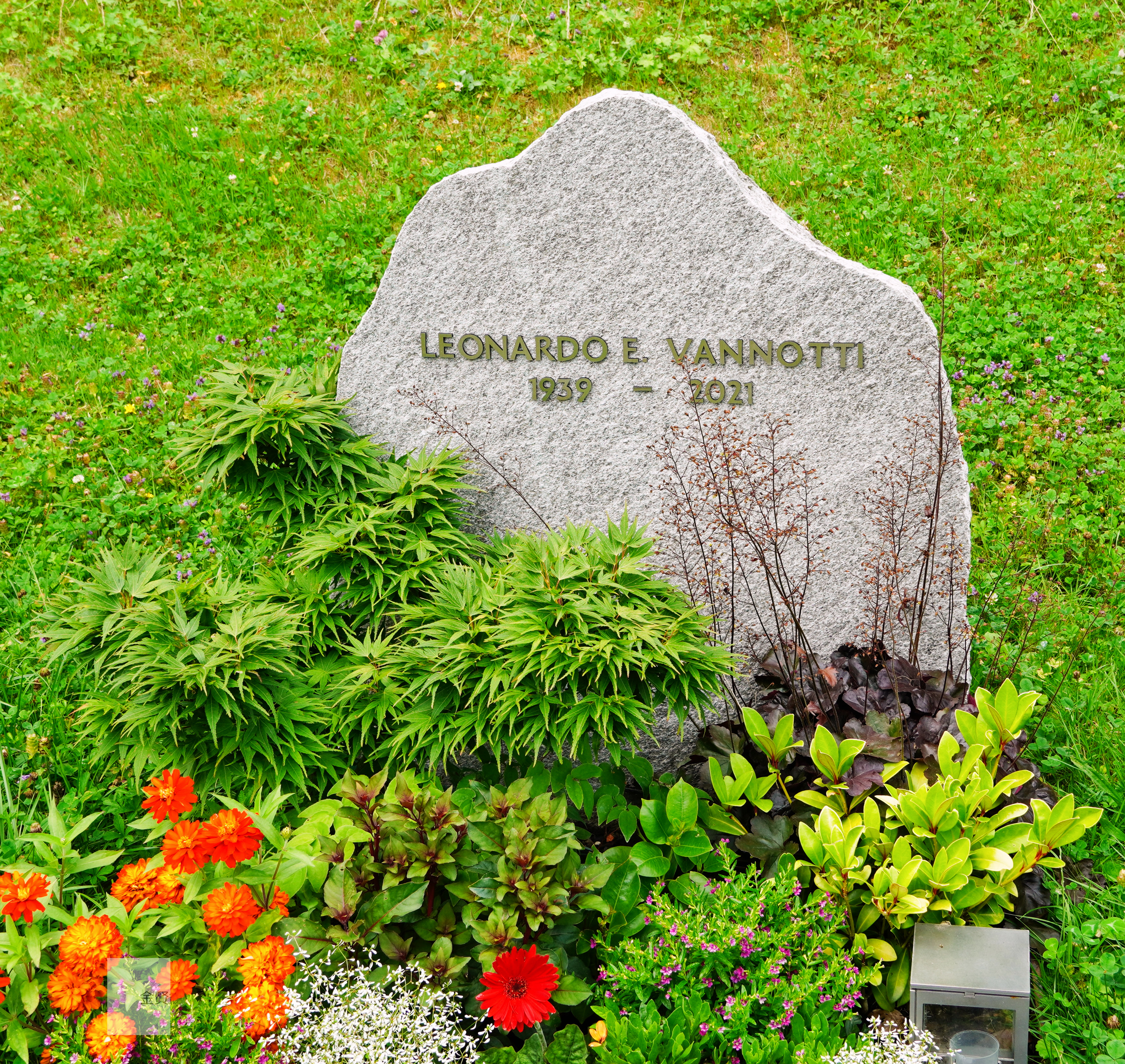
Grab von Leonardo Vannotti in Baden AG

Vannotti hinterlässt seine Ehefrau und zwei Söhne. Er wurde auf dem Friedhof Liebenfels in Baden AG beigesetzt.

## Weitere frühere Tätigkeiten
- Verwaltungsratspräsident der Carlo Gavazzi Holding AG, Steinhausen ZG
- Verwaltungsrat SIG Holding, Neuhausen am Rheinfall
- Verwaltungsrat Micronas Semiconductor Holding AG, Zürich
- Verwaltungsrat der Banque Privée Edmond de Rothschild, Genf[5]